# 大津尋葵
大津 尋葵（おおつ ひろき、1987年4月10日 - ）は、日本の俳優。
埼玉県出身。日本芸術高等学園・日本芸術専門学校卒業。ダックスープ所属。

## 出演

### 映画
- リンダ リンダ リンダ（山下敦弘監督、2005年） - 奥泉聡 役
- 夜のピクニック（長澤雅彦監督、2006年） - 森 役
- 天然コケッコー（山下敦弘監督、2007年） - 大沢の友人 役
- ありふれたライブテープにFocus（山下敦弘監督、2013年）
- 江ノ島プリズム（吉田康弘監督、2013年） - 山岸 役
- 恋人たち（橋口亮輔監督、2015年）
- ビジランテ（入江悠監督、2017年） - 小野隆 役
- サニー/32（白石和彌監督、2018年） - 田子浩 役
- 犬猿（吉田恵輔監督、2018年） - 三橋 役
- 牛首村（清水崇監督、2022年）

### テレビドラマ
- 大切なことはすべて君が教えてくれた（2011年1月 - 3月、フジテレビ） - 土屋孝之 役
- リッチマン、プアウーマン（2012年7月 - 9月、フジテレビ） - NEXT INNOVATION社員 役
  - リッチマン、プアウーマン in ニューヨーク（2013年4月1日、フジテレビ）
- 連続テレビ小説（NHK）
  - あまちゃん 第19話（2013年4月22日）
  - 半分、青い。 第133話（2018年9月10日） - 部下 役
  - エール 第11回 - 第13回（2020年4月13日 - 15日） - 楠田史郎 役
- フジテレビ開局55周年記念スペシャルドラマ東京にオリンピックを呼んだ男（2014年10月11日、フジテレビ） - 村山修一 役
- 富士ファミリー（2016年1月2日、NHK総合）
  - 富士ファミリー2017（2017年1月3日、NHK総合）
- タチアオイの咲く頃に〜会津の結婚〜（2016年6月24日、福島中央テレビ、タナダユキ監督） - 星 役
- 闇金ウシジマくんseason3 第2話・第3話・最終話（2016年7月24日・31日・9月18日、MBS・TBS） - 三橋 役
- 潜入捜査アイドル・刑事ダンス 第6話（2016年11月12日、テレビ東京）
- スーパープレミアム「獄門島」（2016年11月19日、NHK BSプレミアム） - 漁師 役
- スリル!赤の章〜警視庁庶務係ヒトミの事件簿 第4話（2017年3月15日、NHK総合） - 浅尾啓介 役
- 貴族探偵（2017年6月12日、フジテレビ） - 警察官 役
- 下北沢ダイハード 第8話（2017年9月8日、テレビ東京） - 風俗客 役
- スペシャルコント 志村けん in 探偵佐平60歳 （2018年1月2日、NHK総合） - チンピラ 役
- ラジエーションハウスII〜放射線科の診断レポート〜 第1話（2021年10月4日、フジテレビ） - 放射線技師 役
- 大河ドラマ 鎌倉殿の13人（2022年、NHK） - 藤平太 役
- かりあげクン（2023年1月7日 - 3月25日、BS松竹東急） - 鈴木 役
- 夕暮れに、手をつなぐ 第2話（2023年1月24日、TBS） - 異業種交流会の参加者 役[1]
- ブラッシュアップライフ 第9話（2023年3月5日、日本テレビ） - 高橋 役[2]
- おとなりに銀河（2023年4月3日 - 5月25日、NHK総合） - 栗津明 役
- 犬神家の一族（2023年4月22日・29日、NHK BSプレミアム・NHK BS4K） - 吉井 役
- アイドル失格（2024年1月13日 - 、BS松竹東急） - ネギ 役[3][4]
- 特捜9 season7 第3話（2024年4月17日、テレビ朝日） - 星川敏志 役[5]

### テレビアニメ
- 十兵衛ちゃん2〜シベリア柳生の逆襲〜（2004年、テレビ東京） - 竜乗寺四郎 役[6]
- レジェンズ 甦る竜王伝説（2004年 - 2005年、フジテレビ） - ジン マミューム 役
- ビジネスフィッシュ（2019年、クオン・東宝、TOKYO MX） - 浅瀬課長 役

### 吹き替え
- アーネスト キャンプに行く! ※ディズニーXD版

### CM
- ファイナルファンタジーX 「思春期」篇（2001年）
- 日本たばこ産業 セノビー 「間接キス」篇（2005年）
- 中央酪農会議 牛乳に相談だ。 「ライオン」篇（2006年） ※第46回ACC CM FESTIVAL ACCゴールド受賞作品
- マース ジャパン スニッカーズ
  - サッカー篇（2011年）
  - 野球篇（2013年）
  - ボウリング篇（2014年）
  - カラオケ篇（2015年）
- ダイドードリンコ
  - miuシリーズ　仲間たちとの休日　フレーバー篇（2018年）
  - miuシリーズ　仲間たちとの休日　水篇（2018年）
- モンデリーズ・ジャパン クロレッツ「ジェスチャー」篇（2018年）

### 配信ドラマ
- 仮面ライダーBLACK SUN（2022年10月28日、Amazon Prime Video） - ハエ怪人 役

### 舞台
- 浮漂(ブイ)（2003年2月、新国立劇場小劇場、作：三好十郎、演出：栗山民也)
- 恋のヴェネチア狂騒曲（2019年7月 、新国立劇場中劇場、作：カルロ・ゴルドーニ、上演台本・演出：福田雄一）

### オリジナルDVD
- ピクニックの準備 第7話「告白」（2006年9月15日発売、上記映画『夜のピクニック』スピンオフ映像作品） - 森 役

### ミュージック・ビデオ
- 四星球「チャーミング」（2016年）
- 乃木坂46・西野七瀬 個人PV「ばけねこのななせ」（2017年） - 東海八郎 役